# 等距原則
等距原則是大陸礁層劃界方法之一，相鄰國家間之領海當然須予劃界，而相向國家間之海域寬度小於兩國主張領海度之總和時，亦會產生劃界問題。國際間最早提出劃界理論的學者係自然法學派鼻祖沈明兒.普分朵爾，主張以中間線原則做為河川、湖泊、海灣或領海之劃界。海岸相向或相鄰國家間之領海劃界，原則上採等距離原則或中線之方式，即以距兩岸最近之點或諸點等距離之各點連接所組成的線來作為兩國劃界之依據。
等距原則是一種平分劃界區域的寬度給各沿海國之基本方法，亦即在各種海域劃界時所建立的一條等距離線，這條等距離線在幾何學上是當事國間之基線最短的直線距離，該線上每一個點均與每一相關國家領海基線上最近各點距離相等。國際法委員會於1949年著手制訂海洋劃界規則，1953年國際法委員會下的專家委員會於海牙召開會議，專家委員會建議以等距中線原則做為海洋劃界原則，此原則為1958年領海及臨接區公約所採納，成為各國實踐的重要劃界方法之一。

## 相關資料來源
- 元照出版社學術論文集 海洋法論 陳荔彤 2002年